# Diocesi di Jesi

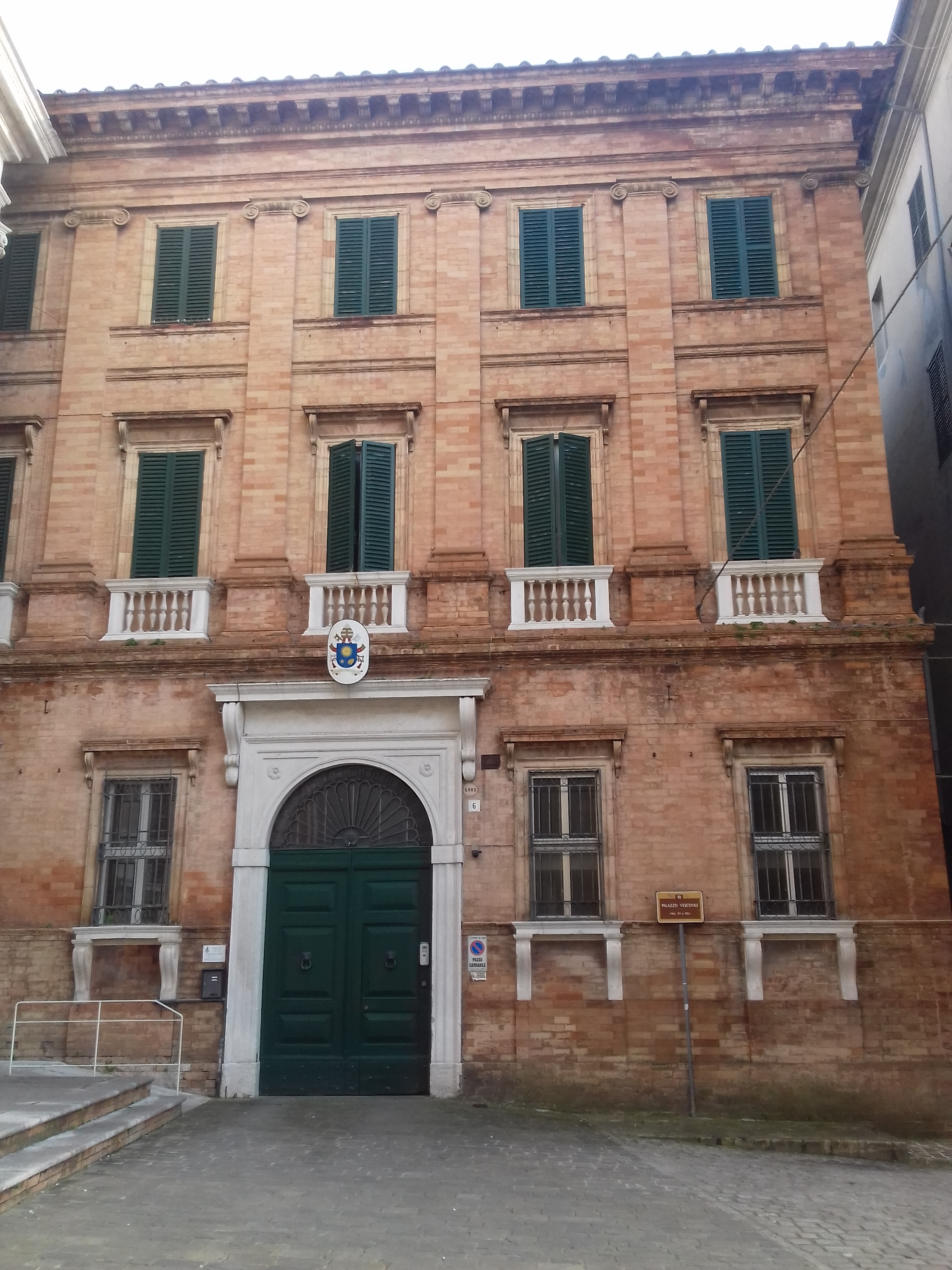
Il Palazzo vescovile del XVI secolo, con facciata di Raffaele Grilli, 1837.

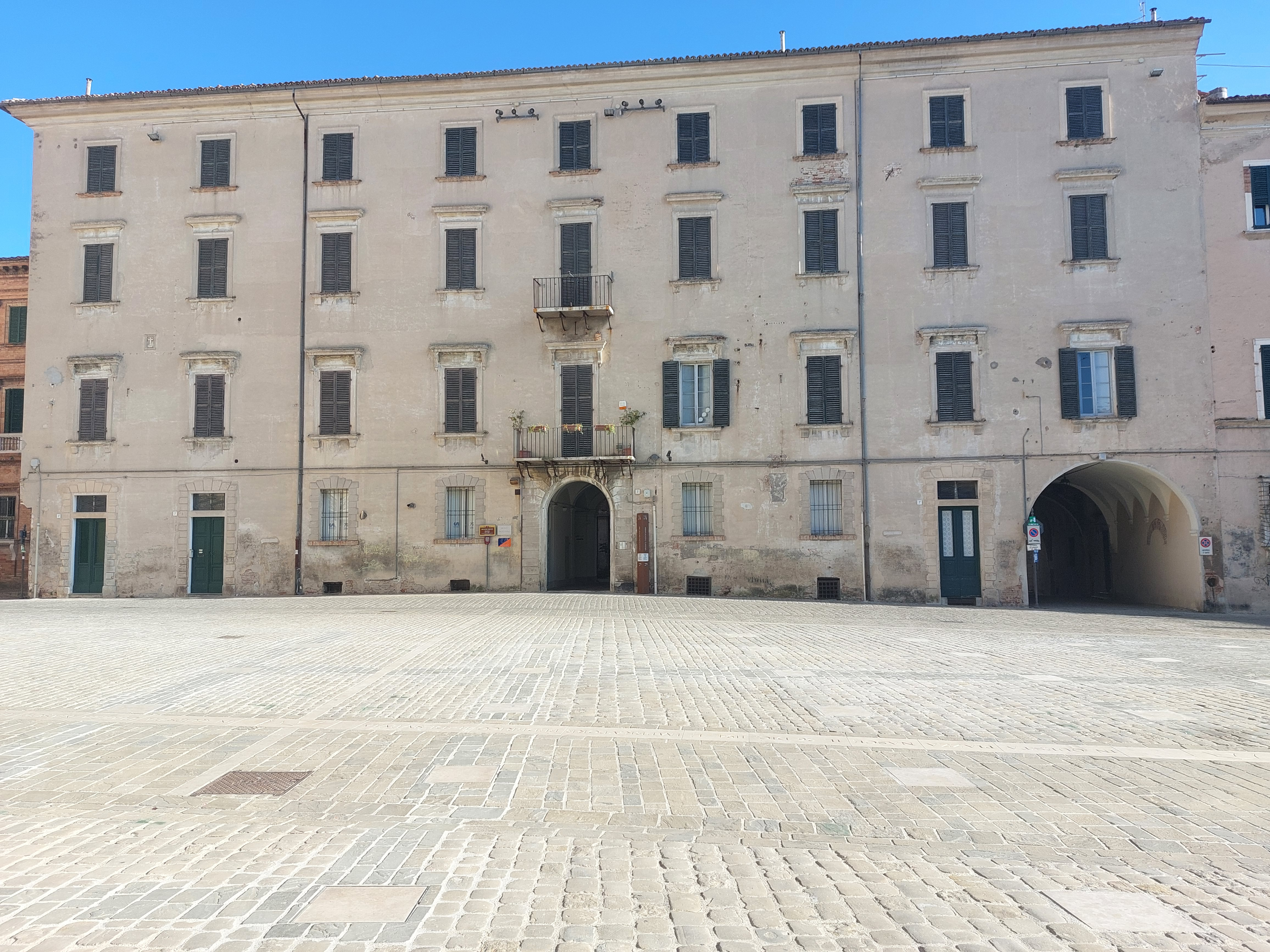
Palazzo Ripanti Nuovo a Jesi, già sede del seminario, oggi ospita il Museo diocesano.

La diocesi di Jesi (in latino Dioecesis Aesina) è una sede della Chiesa cattolica in Italia suffraganea dell'arcidiocesi di Ancona-Osimo appartenente alla regione ecclesiastica Marche. Nel 2023 contava 65.500 battezzati su 75.700 abitanti. È retta dal vescovo Paolo Ricciardi.

## Territorio
La diocesi comprende 13 comuni della provincia di Ancona: Castelbellino, Castelplanio, Cupramontana, Jesi, Maiolati Spontini, Monsano, Monte Roberto, Montecarotto, Poggio San Marcello, Rosora, San Marcello, San Paolo di Jesi, Santa Maria Nuova.
Confina a nord con la diocesi di Senigallia, a est e a sud-est con l'arcidiocesi di Ancona-Osimo, a sud con la diocesi di Macerata e a sud-ovest con l'arcidiocesi di Camerino-San Severino Marche.
Sede vescovile è la città di Jesi, dove si trova la basilica cattedrale di San Settimio.
Il territorio si estende su 315 km² ed è suddiviso in 40 parrocchie, raggruppate in 4 zone pastorali: Cupramontana, Jesi, Montecarotto e San Marcello-Santa Maria Nuova.

## Storia
La tradizione attribuisce la fondazione della Chiesa di Jesi a san Settimio, che sarebbe stato consacrato vescovo da papa Marcello I e sarebbe stato inviato a predicare il Vangelo in questa città, dove avrebbe subito il martirio il 5 settembre 307. Il primo vescovo storicamente accertato è Onesto, presente al sinodo romano indetto da papa Agatone il 27 marzo 680; tuttavia la presenza cristiana nel territorio è precedente a quest'epoca ed attestata da reperti archeologici risalenti al VI e VII secolo.
Poche sono le notizie riguardanti la diocesi nel primo millennio cristiano e così pure i nomi dei vescovi locali. Esclusi alcuni vescovi erroneamente attribuiti alla sede esina, fino agli inizi del XIII secolo si conosce solo una decina di nomi di vescovi, per lo più grazie alla loro partecipazione ai concili celebrati a Roma dai pontefici. Tra questi si ricorda il vescovo Giovanni nell'826, «al cui episcopato risale la nascita del capitolo della cattedrale». La presenza cristiana sul territorio è attestata da testimonianze artistiche ed archeologiche e dalla presenza delle abbazie benedettine.
L'attuale cattedrale venne eretta nel periodo svevo, epoca di particolare fioritura per l'economia jesina, e venne consacrata nel 1208 dai vescovi di Ancona, Osimo, Numana e Fano alla presenza del vescovo esino Dago. L'edificio venne completato ad opera di Giorgio da Como nel 1238.
Nel corso del XIII secolo, la lotta tra guelfi e ghibellini danneggiò gravemente anche la vita della diocesi; nel 1246 circa la divisione del capitolo della cattedrale determinò l'elezione di due vescovi, entrambi esclusi dal pontefice; la sede rimase vacante fino alla nomina nel 1252 di Crescenzio Tebaldi. Nel 1259 papa Alessandro IV colpì con l'interdetto la città di Jesi, che fu privata momentaneamente anche della sede vescovile.
Nel XIV secolo la diocesi si riorganizzò in parrocchie, in sostituzione della precedente organizzazione basata sulla presenza di numerose abbazie e di pievi.
Nel periodo post-tridentino emerge in particolare la figura del vescovo Gabriele del Monte (1554-1597), principale attuatore in diocesi dei decreti di riforma del concilio di Trento. «A lui si deve la nuova organizzazione della città in parrocchie. Nel 1563 veniva fondato, tra i primi in Italia, il seminario. Sotto di lui si annoverano ventitré visite pastorali e la celebrazione di dodici sinodi.»
Nel Settecento, durante l'episcopato di Antonio Fonseca (1724-1763), fu rifatta la cattedrale in forme neoclassiche su progetto dell'architetto romano Filippo Barigioni; il nuovo edificio venne consacrato nel 1741. Lo stesso vescovo «visitò dieci volte la diocesi e convocò due sinodi, fece una notevole opera di rinnovamento nell'edilizia di culto e volle, nel 1743, un grandioso ospedale per la città.»
La diocesi di Jesi rimase immediatamente soggetta alla Santa Sede fino al 15 agosto 1972, quando la sede arcivescovile di Ancona venne elevata alla dignità metropolitica e quella di Jesi resa sua suffraganea.

## Istituzioni culturali diocesane
Nel 1966 venne fondato, ad opera del vescovo Giovanni Battista Pardini, il primo nucleo del museo diocesano con sede nella chiesa di San Nicolò, che, data a scarsità degli ambienti, venne spostato nel Palazzo Ripanti Nuovo, già sede del seminario, ed inaugurato il 13 novembre 1966. Ampliato e ristrutturato, il museo è stato nuovamente aperto nel settembre 1983. Esso raccoglie le testimonianze dell'arte sacra delle chiese della diocesi dal XIV al XIX secolo, oltre a apparati liturgici, reliquiari ed ex voto; il museo consta anche di una sezione con opere d'arte contemporanea.
Il Palazzo Ripanti Vecchio ospita dal 2013 l'archivio diocesano, la cui prima organizzazione risale al vescovo Gabriele del Monte nella seconda metà del XVI secolo. L'archivio è costituito da due grandi sezioni: l'archivio antico, con documenti fino alla fine del XVIII secolo e l'archivio moderno, con materiale fino al 1910. È merito dell'archivista e studioso Costantino Urieli aver dotato l'archivio di un regesto in 4 volumi con una sintetica descrizione del contenuto dei documenti conservati.
Nel gennaio 1995 è stata fondata la biblioteca diocesana «Pier Matteo Petrucci» nel Palazzo Ripanti Vecchio, riconosciuta come istituzione di "interesse pubblico locale". La biblioteca, oltre ad alcune preziose cinquecentine, è costituita da oltre 30.000 volumi, soprattutto opere teologiche, storiche, ascetico-agiografiche, con significativi testi relativi alla storia dell'arte, alla filosofia, alla letteratura e alla sociologia.

## Cronotassi dei vescovi
Si omettono i periodi di sede vacante non superiori ai 2 anni o non storicamente accertati.

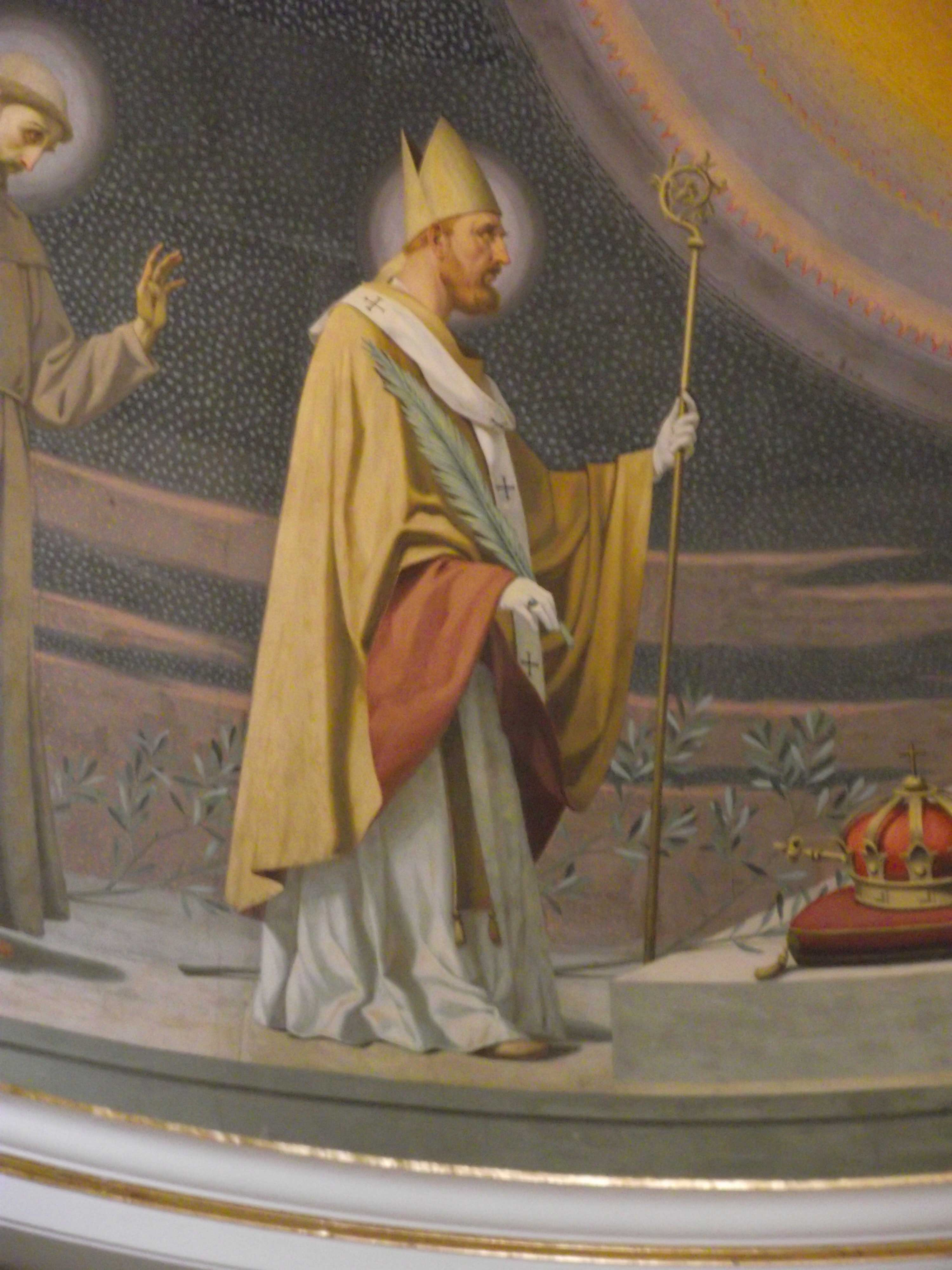
San Settimio, primo vescovo di Jesi.

- San Settimio † (? - 5 settembre 307 deceduto)
- Marciano ? † (prima del 501 - dopo il 502)[4]
- Calcompioso o Calempioso o Calunnioso ? † (menzionato nel 647)[5]
- Onesto † (menzionato nel 680)
- Pietro † (menzionato nel 743)
- Giovanni † (menzionato nell'826)
- Anastasio † (menzionato nell'853)
- Eberardo † (menzionato nel 967)
- Marziano ? † (menzionato nel 1027)[6]
- Anonimo † (menzionato nel 1146)
- Rinaldo † (prima del 1164 - dopo il 1179)
- Grimoaldo † (menzionato nel 1197)
- Crescenzio † (menzionato nel 1207)
- Dago † (menzionato nel 1208)[7]
- Filippo † (? - 23 agosto 1229 nominato vescovo di Fermo)
- Severino † (circa 1229 - 1245 deceduto)
- Gualtiero, O.F.M. † (1246 - ?)
- Crescenzio Tebaldi, O.F.M. † (29 aprile 1252 - ? deceduto)
- Bonagiunta, O.F.M. † (15 ottobre 1263 - ?)
- Uguccione † (12 dicembre 1267 - ?)
- Giovanni d'Uguccione † (prima del 1289 - 24 marzo 1295 nominato vescovo di Osimo)
- Leonardo (Patrasso ?) † (24 marzo 1295 - 17 giugno 1297 nominato vescovo di Aversa)[8]
- Francesco degli Alfani † (26 febbraio 1313 - luglio 1342 deceduto)
- Francesco Brancaleoni † (18 luglio 1342 - 2 maggio 1350 nominato vescovo di Urbino)
- Niccolò da Pisa, O.E.S.A. † (3 maggio 1350 - ? deceduto)
- Giovanni Zeminiani, O.P. † (26 marzo 1371 - ? deceduto)
- Bernardo de Baysiaco, O.E.S.A. † (3 ottobre 1373 - ?)
- Pietro Borghesi † (attestato nel 1380 circa)
- Bernardo † (? - 1391 deceduto)[9]
- Tommaso Pierleoni † (12 luglio 1391 - circa 1399 dimesso)
- Luigi Francesco degli Alfani, O.S.B.Vall. † (2 giugno 1400 - 1405 deceduto)
- Giacomo Bonriposi † (7 ottobre 1405 - 31 gennaio 1418 nominato vescovo di Narni)
- Biondo Conchi † (31 gennaio 1418 - ?)
- Lazzaro † (? - 1425 deceduto)
- Innocenzo † (30 maggio 1425 - ? deceduto)
- Tommaso Ghisleri † (5 ottobre 1463 - 6 giugno 1505 deceduto)
- Angelo Ripanti † (1505 - 1513 deceduto)
- Pietro Paolo Venanzi † (2 settembre 1513 - dopo il 12 dicembre 1519 deceduto)
- Antonio Venanzi † (dopo il 12 dicembre 1519 succeduto - 1540 deceduto)
- Benedetto Conversini † (30 luglio 1540 - 1553 deceduto)
  - Pietro del Monte † (3 luglio 1553 - 1554 dimesso) (vescovo eletto)
- Gabriele del Monte † (19 novembre 1554 - 25 febbraio 1597 deceduto)

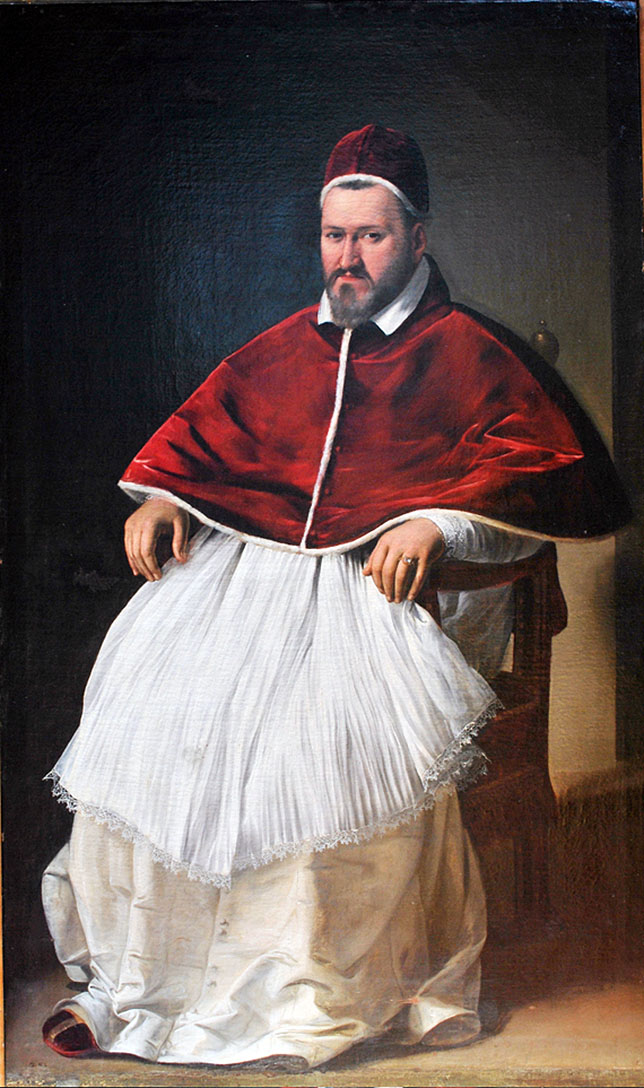
Papa Paolo V ritratto dal Caravaggio. Prima dell'elezione al soglio di Pietro era stato vescovo di Jesi dal 1597 al 1599.

- Camillo Borghese † (14 aprile 1597 - 2 agosto 1599 dimesso, in seguito eletto papa con il nome di Paolo V)
- Marco Agrippa Dandini † (2 agosto 1599 - 20 ottobre 1603 deceduto)
- Pirro Imperioli † (28 gennaio 1604 - 1617 deceduto)
- Marcello Pignatelli, C.R. † (13 novembre 1617 - 1621 deceduto)
- Tiberio Cenci † (24 novembre 1621 - 26 febbraio 1653 deceduto)
- Giacomo Corradi † (21 aprile 1653 - 24 aprile 1656 dimesso)
- Alderano Cybo-Malaspina † (24 aprile 1656 - 10 dicembre 1671 dimesso)
- Lorenzo Cybo † (14 dicembre 1671 - 17 agosto 1680 deceduto)
- Pier Matteo Petrucci, C.O. † (14 aprile 1681 - 21 gennaio 1696 dimesso)
- Alessandro Fedeli † (20 febbraio 1696 - 7 aprile 1715 deceduto)
- Francescantonio Giattini † (7 dicembre 1716 - 27 settembre 1724 dimesso)
- Antonio Fonseca † (20 dicembre 1724 - 9 dicembre 1763 deceduto)
- Ubaldo Baldassini, B. † (9 aprile 1764 - prima del 2 febbraio 1786 deceduto)
  - Sede vacante (1786-1794)
- Giovanni Battista Bussi de Pretis † (21 febbraio 1794 - 27 giugno 1800 deceduto)
- Giovanni Battista Caprara Montecuccoli † (11 agosto 1800 - 24 maggio 1802 nominato arcivescovo di Milano)
  - Sede vacante (1802-1804)
- Antonio Maria Odescalchi † (28 maggio 1804 - 23 luglio 1812 deceduto)
  - Sede vacante (1812-1817)
- Francesco Cesarei Leoni † (28 luglio 1817 - 25 luglio 1830 deceduto)
  - Sede vacante (1830-1832)
- Francesco Tiberi Contigliano † (2 luglio 1832 - 18 maggio 1836 dimesso)
- Pietro Ostini † (11 luglio 1836 - 19 dicembre 1841 dimesso)
- Silvestro Belli † (24 gennaio 1842 - 9 settembre 1844 deceduto)
- Cosimo Corsi † (20 gennaio 1845 - 19 dicembre 1853 nominato arcivescovo di Pisa)
- Carlo Luigi Morichini † (23 giugno 1854 - 24 novembre 1871 nominato arcivescovo di Bologna)
- Rambaldo Magagnini † (6 maggio 1872 - 23 dicembre 1892 deceduto)
- Aurelio Zonghi † (12 giugno 1893 - 9 gennaio 1902 dimesso[10])
- Giovanni Battista Ricci † (9 giugno 1902 - 21 luglio 1906 nominato arcivescovo di Ancona e Numana)
- Giuseppe Gandolfi † (26 settembre 1906 - 14 settembre 1927 deceduto)
- Goffredo Zaccherini † (15 giugno 1928 - 11 maggio 1934 dimesso[11])
- Carlo Falcinelli † (6 settembre 1934 - 6 novembre 1952 dimesso[12])
- Giovanni Battista Pardini † (7 gennaio 1953 - 30 aprile 1975 dimesso)
  - Sede vacante (1975-1978)[13]
- Oscar Serfilippi, O.F.M.Conv. † (1º marzo 1978 - 20 marzo 2006 ritirato)
- Gerardo Rocconi (20 marzo 2006 - 28 gennaio 2025 ritirato)
- Paolo Ricciardi, dal 28 gennaio 2025

## Statistiche
La diocesi nel 2023 su una popolazione di 75.700 persone contava 65.500 battezzati, corrispondenti all'86,5% del totale.
| anno | popolazione | popolazione | popolazione | presbiteri | presbiteri | presbiteri | presbiteri                | diaconi | religiosi | religiosi | parrocchie |
| anno | battezzati  | totale      | %           | numero     | secolari   | regolari   | battezzati per presbitero | diaconi | uomini    | donne     | parrocchie |
| ---- | ----------- | ----------- | ----------- | ---------- | ---------- | ---------- | ------------------------- | ------- | --------- | --------- | ---------- |
| 1950 | 73.000      | 74.000      | 98,6        | 102        | 68         | 34         | 715                       |         | 42        | 101       | 27         |
| 1970 | ?           | 73.000      | ?           | 89         | 60         | 29         | ?                         |         | 41        | 106       | 38         |
| 1980 | 75.000      | 75.560      | 99,3        | 85         | 57         | 28         | 882                       |         | 35        | 139       | 40         |
| 1990 | 75.000      | 76.000      | 98,7        | 82         | 53         | 29         | 914                       |         | 33        | 98        | 41         |
| 1999 | 75.438      | 76.000      | 99,3        | 63         | 40         | 23         | 1.197                     | 7       | 48        | 79        | 41         |
| 2000 | 75.476      | 76.000      | 99,3        | 61         | 39         | 22         | 1.237                     | 7       | 38        | 70        | 38         |
| 2001 | 74.993      | 76.000      | 98,7        | 62         | 40         | 22         | 1.209                     | 7       | 30        | 62        | 41         |
| 2002 | 75.200      | 76.000      | 98,9        | 59         | 39         | 20         | 1.274                     | 7       | 28        | 65        | 41         |
| 2003 | 75.100      | 76.000      | 98,8        | 60         | 40         | 20         | 1.251                     | 6       | 26        | 64        | 41         |
| 2004 | 74.240      | 76.000      | 97,7        | 57         | 38         | 19         | 1.302                     | 8       | 30        | 45        | 41         |
| 2006 | 73.650      | 76.000      | 96,9        | 57         | 38         | 19         | 1.292                     | 8       | 32        | 39        | 41         |
| 2013 | 76.329      | 81.488      | 93,7        | 60         | 39         | 21         | 1.272                     | 8       | 28        | 30        | 41         |
| 2016 | 75.300      | 80.930      | 93,0        | 58         | 35         | 23         | 1.298                     | 11      | 26        | 22        | 41         |
| 2019 | 66.829      | 77.658      | 86,1        | 49         | 38         | 11         | 1.363                     | 10      | 13        | 18        | 40         |
| 2021 | 66.070      | 76.225      | 86,7        | 50         | 39         | 11         | 1.321                     | 12      | 13        | 18        | 40         |
| 2023 | 65.500      | 75.700      | 86,5        | 52         | 41         | 11         | 1.259                     | 12      | 13        | 18        | 40         |